# Hitori Bocchi no Marumaru Seikatsu
Hitori Bocchi no Marumaru Seikatsu (ひとりぼっちの○○生活, "La vida ____ de Bocchi Hitori" o "La ____ vida de los que están solos"?) es una serie de manga en formato yonkoma escrita e ilustrada por Katsuwo. Comenzó a serializarse desde 2013 en la revista Comic Dengeki Daioh-G de la editorial ASCII Media Works. Una adaptación a serie de anime se estrenó en abril de 2019. 

## Argumento
Bocchi Hitori es una joven que sufre de Taijin kyofusho (una variante de fobia social), lo que le impide hablarle a otras personas. Al entrar a la escuela secundaria, su única amiga le dijo que no podrían seguir siendo amigas hasta que Bocchi consiguiera hacerse amiga de todos sus nuevos compañeros de clase. Bocchi decide intentar superar el reto, para lo que deberá enfrentarse a sus miedos.

## Personajes
Bocchi Hitori (一里 ぼっち Hitori Bocchi?)
 Seiyū: Chisaki Morishita
Una chica de escuela secundaria que sufre de un tipo de fobia social llamado Taijin Kyofusho, que le impide mantener diálogo o acercarse a gente que no sea de su familia. El miedo que le provoca esto le produce temblores y hasta vómitos y desmayos. Su nombre es un juego de palabras con la frase Hitoribocchi (ひとりぼっち) que se connota como "sentirse solo". 
Nako Sunao (砂尾 なこ Sunao Nako?)
 Seiyū: Minami Tanaka
Es la primera amiga de Bocchi en la escuela secundaria. Su apariencia es dura y tosca, pero es de gran apoyo para su amiga, ayudándola a que supere sus miedos. Por su aspecto intimidante es temida por mucha gente, incluso por algunos de los docentes. Su nombre, sunao na ko (素直な子), significa "niña honesta".
Aru Honshō (本庄 アル Honshō Aru?)
 Seiyū: Akari Kitō
Es la vice-representante de la clase, y la segunda compañera en entablar relación con Bocchi. Es de carácter alegre y dulce, además de tomar como una misión propia la inserción de Bocchi en la clase. Bajo una fachada de perfección, Aru es en realidad extremadamente despistada. Su nombre juega con honshō aru (本性ある), que puede traducirse como "tener una naturaleza verdadera".
Sotca Luckythar (ソトカ・ラキター Sotoka Rakitā?)
 Seiyū: Yūko Kurose
Compañera de clase de Bocchi, es extranjera y se aspira a convertirse en ninja, tomando a Bocchi como su maestra. Adora hacer figuras de Origami con Bocchi. Su nombre deriva de soto kara kita (外から来た), que significa "que viene de fuera".
Kako Kurai (倉井 佳子 Kurai Kako?)
 Seiyū: Kana Ichinose
La oficial de moral pública en la escuela de Bocchi. Tiene una política en contra de hacer amigos, ya que quiere ser lo suficientemente fuerte como para vivir sola. Su nombre deriva de kurai kako (暗 い 過去) que se connota como "pasado oscuro".
Kai Yawara (い 原 か い Yawara Kai?)
 Seiyū: Konomi Kohara
La amiga de Bocchi de la escuela primaria. Preocupada por la ansiedad social de Bocchi después de terminar en una escuela secundaria diferente, rompe su amistad con Bocchi para "animarla" a hacer nuevos amigos. Su nombre se deriva de yawarakai (柔らかい) que puede traducirse como "suave".
Ito Kurie (栗枝 衣抄 Kurie Ito?)
 Seiyū: Honoka Kuroki
Compañera de clase de Bocchi y asistente en la biblioteca. Es tímida como Bocchi, y su nombre se deriva de kurieito (クリエイト) que se connota como "crear".
Peko Onaka (尾中 ペコ Onaka Peko?)
 Seiyū: Nana Harumura
Compañera de Bocchi que ama los dulces. Su nombre se deriva de onaka pekopeko (お腹ペコペコ) que significa "hambriento".
Hanako Yamada (山田 花子 Yamada Hanako?)
 Seiyū: Rika Nagae
Compañera de clase de Bocchi, y miembro del club de tenis. Su nombre es la versión japonesa de una persona hipotética como Fulana, Mengana o Doña Rosa.
Ino Kawai (乃 合 依 乃 Kawaī Ino?)
La líder de aula de la clase de Bocchi. Su nombre se deriva de Kawaī (か わ い い の) que se connota como "lindo".
Karane Nakanai (中内 柄音 Nakanai Karane?)
Estudiante de 3er año 
Bocchi la felicita por su graduación 
(La extraño)
Rau Minagawa (美 奈川 ら う Minagawa Rau?)
Es uno de los personajes de la serie
Ella es la chica más popular de la clase según Honshou Aru.
Kou Futou (布 藤 香 Futou Kou?)
Es uno de los personajes de la serie
En sexto grado comió demasiados tomates y vomitó, dejó de ir a la escuela desde entonces, por vergüenza.
Ojousa Mayo (小 篠 咲 真 世 Mayo Ojousa)
Seiyū:Saki Miyashita
Es una chica millonaria que asiste a la misma clase de Bocchi, esta se emociona al convertirse en su amiga ya que pasa la mayor parte de su tiempo sola debido a que sus padres viajan al extranjero por cuestiones laborales y casi nunca están en casa. Curiosamente su nombre significa "soy una mujer rica" en japonés (ojousamayo)

## Media

### Manga
La serie de manga es escrita e ilustrada por Katsuwo. Comenzó su serialización en la revista Comic Dengeki Daioh g de la editorial ASCII Media Works, entre 2013 y marzo de 2019 se han compilado un total de seis volúmenes en formato tankōbon.

#### Lista de volúmenes
| N.º | Título      | Fecha de lanzamiento    | ISBN original          |
| --- | ----------- | ----------------------- | ---------------------- |
| 1   | «Volumen 1» | 27 de noviembre de 2014 | ISBN 978-4-04-866984-9 |
| 2   | «Volumen 2» | 27 de enero de 2016     | ISBN 978-4-04-865646-7 |
| 3   | «Volumen 3» | 27 de enero de 2017     | ISBN 978-4-04-892567-9 |
| 4   | «Volumen 4» | 27 de febrero de 2018   | ISBN 978-4-04-893641-5 |
| 5   | «Volumen 5» | 27 de marzo de 2019     | ISBN 978-4-04-912430-9 |
| 6   | «Volumen 6» | 25 de febrero de 2020   | ISBN 978-4-04-913033-1 |

### Anime
Una serie de anime fue anunciada en marzo de 2018. La serie será dirigida por Takebumi Anzai y escrita por Jukki Hanada, el estudio C2C producirá la serie y Kii Tanaka tiene los créditos para el diseño de personajes y dirección de animación. Salió al aire el 5 de abril de 2019. El tema de apertura es «ひとりぼっちのモノローグ» interpretado por Chisaki Morishita, Minami Tanaka, Akari Kitō y Yūko Kurose, el tema de cierre es Ne, Issho ni Kaero de Morishita.

#### Lista de episodios
| Episodios | Episodios                                                                                               | Episodios           |
| Número    | Título                                                                                                  | Fecha de estreno    |
| --------- | --- | ------------------- |
| 1         | «Mi primera declaración» «Hajimete no Kokuhaku» (はじめての告白)                                        | 5 de abril de 2019  |
| 2         | «De verdad, gracias» «Hontō wa Arigatō» (本当はありがとう)                                              | 12 de abril de 2019 |
| 3         | «Yendo en círculos» «Tsutawaru Karamawari» (つたわる空回り)                                             | 19 de abril de 2019 |
| 4         | «Seré tu aprendiz» «Deshi ni Narimasu» (弟子になります)                                                 | 26 de abril de 2019 |
| 5         | «Sucede todo el tiempo» «Aruaru Aruaru» (アルアルあるある)                                              | 3 de mayo de 2019   |
| 6         | «El verano llega en 5-7-5» «Go-Shichi-Go de Natsu ga Kuru» (五七五で夏が来る)                           | 10 de mayo de 2019  |
| 7         | «Lágrimas tiernas» «Yawarakai Namida» (やわらかい涙)                                                    | 17 de mayo de 2019  |
| 8         | «Bienvenida de vuelta» «Soto kara Okaeri» (外からおかえり)                                              | 24 de mayo de 2019  |
| 9         | «Panqueques y currys perfectos» «Zekkō no Karē Pankēki» (絶好のカレーパンケーキ)                        | 31 de mayo de 2019  |
| 10        | «Nunca me lo habían dicho» «Hajimete Iwareta Koto» (はじめて言われたこと)                               | 7 de junio de 2019  |
| 11        | «De teléfonos inteligentes a cabinas de fotos» «Taputapu kara Puripuri made» (たぷたぷからプリプリまで) | 14 de junio de 2019 |
| 12        | «Puede que pueda» «Moshikashitara Kitto» (もしかしたらきっと)                                           | 21 de junio de 2019 |